# Charleroi

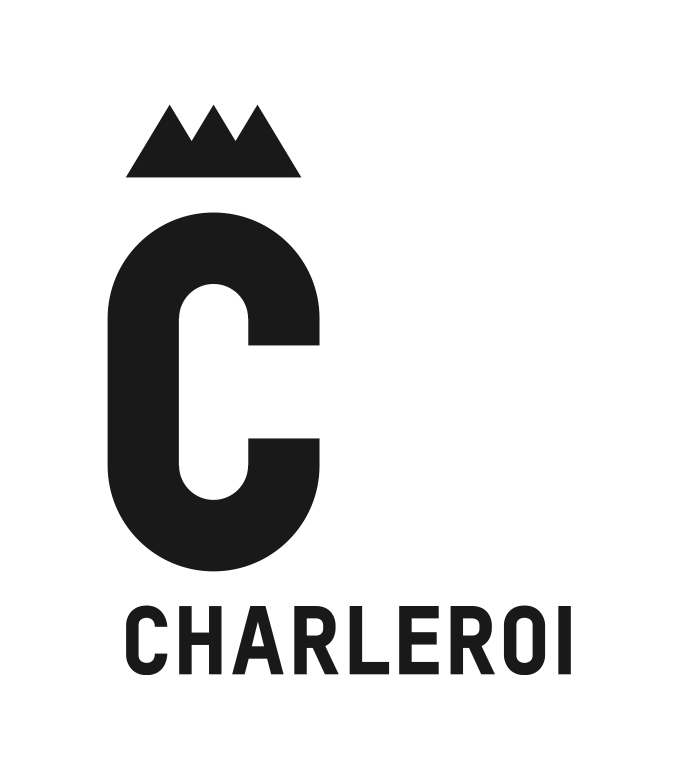
Logo der Stadt Charleroi

Charleroi [ʃaʁləʁwa] (wallonisch Tchålerwè) ist eine Stadt in der Provinz Hennegau in der Wallonischen Region Belgiens und die Hauptstadt des gleichnamigen Arrondissements. Mit 204.322 Einwohnern (Stand: 1. Januar 2024) ist Charleroi die drittgrößte Gemeinde Belgiens und die größte Gemeinde der Wallonie. Die Einwohner Charlerois werden Carolorégiens oder kurz Carolos genannt.

## Geografie

Charleroi: Stadtteile und Nachbargemeinden

### Lage

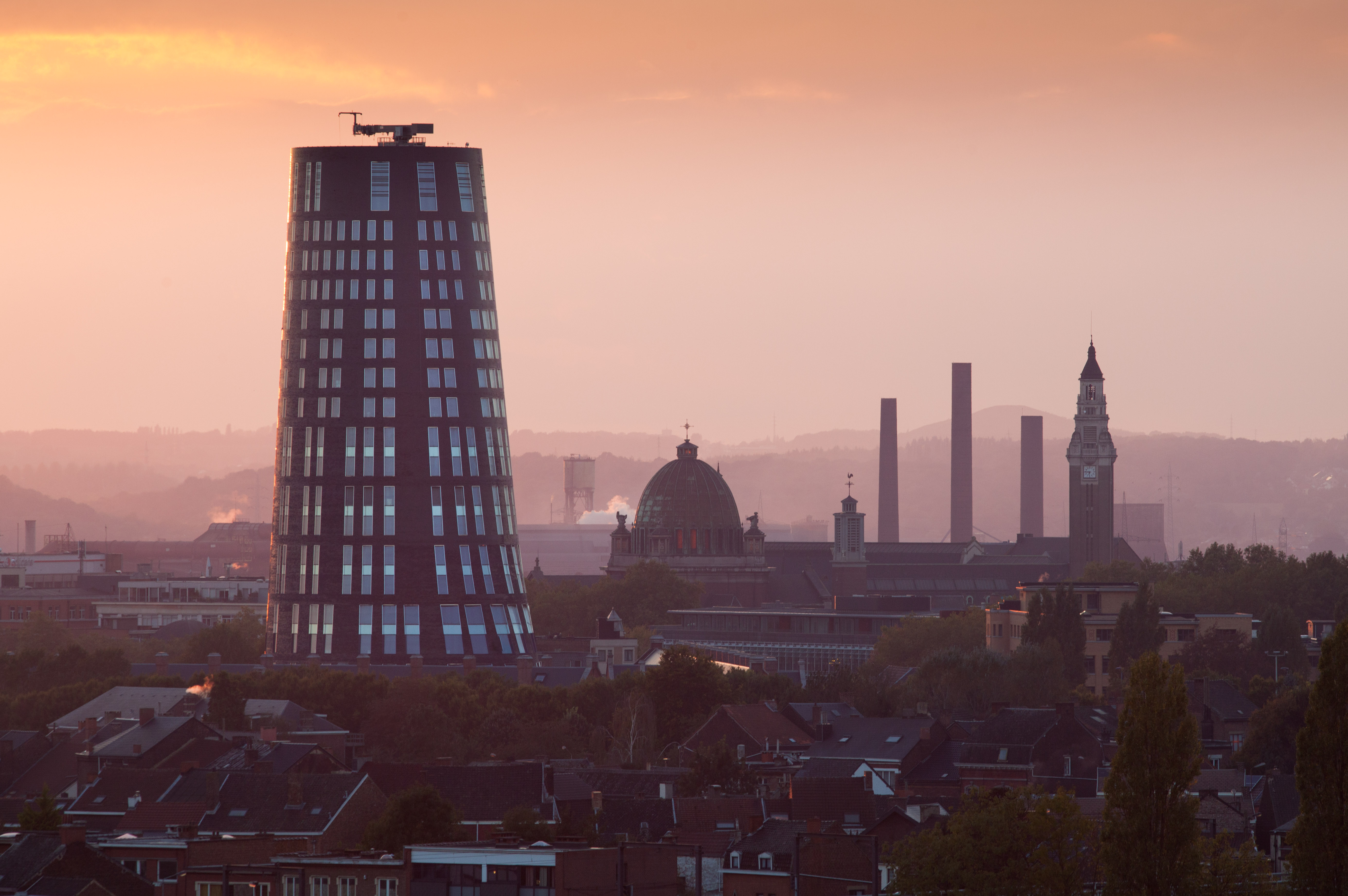
Blick auf Charleroi

Charleroi liegt zu beiden Seiten der Sambre und befindet sich etwa 50 km südlich von Brüssel. Die Stadt grenzt (im Uhrzeigersinn, beginnend im Norden) an die Gemeinden Les Bons Villers (a), Fleurus (b), Châtelet (c), Gerpinnes (d), Ham-sur-Heure-Nalinnes (e), Montigny-le-Tilleul (f), Fontaine-l’Évêque (g), Courcelles (h) und Pont-à-Celles (i). Charleroi liegt in einem großen kohlehaltigen Becken. Zwar wird heute keine Kohle mehr gefördert, doch finden sich noch zahlreiche Bergehalden im Umkreis der Stadt.

### Stadtgliederung
Durch die belgische Gebietsreform im Jahre 1977 wurde die ursprüngliche Gemeinde Charleroi mit den umliegenden Gemeinden Couillet (VI), Dampremy (II), Gilly (IV), Gosselies (XIV), Goutroux (XI), Jumet (XIII), Lodelinsart (III), Marchienne-au-Pont (IX), Marcinelle (VII), Monceau-sur-Sambre (X), Montignies-sur-Sambre (V), Mont-sur-Marchienne (VIII), Ransart (XV) und Roux (XII) zur heutigen Großgemeinde zusammengelegt.

### Klima
In Charleroi herrscht gemäßigtes maritimes Klima. Im Durchschnitt werden in Charleroi 200 Regentage pro Jahr gezählt.
|                        | Jan | Feb | Mär | Apr | Mai | Jun | Jul | Aug | Sep | Okt | Nov | Dez |   |     |
| Mittl. Temperatur (°C) | 2   | 2   | 6   | 8   | 12  | 15  | 17  | 17  | 14  | 10  | 6   | 3   | ⌀ | 9,4 |
|                        |     |     |     |     |     |     |     |     |     |     |     |     |   |     |
| Niederschlag (mm)      | 67  | 53  | 52  | 52  | 62  | 70  | 76  | 75  | 70  | 72  | 71  | 73  | Σ | 793 |

|  |

|  |

|  |

|  |

|  |

|  |

|  |

|  |

|  |

|  |

|  |

|  |

|  |

|  |

|  |

|  |

|  |

|  |

|  |

|  |

|  |

|  |

|  |

|  |

## Geschichte
Die Ursprünge von Charleroi gehen zurück auf das 863 in einem Dokument der Abtei Lobbes erstmals schriftlich erwähnte Dorf Carnotus, das in der Folge Karnoit (980) und Charnoy (1188) benannt wurde und der Grafschaft Namur angehörte.

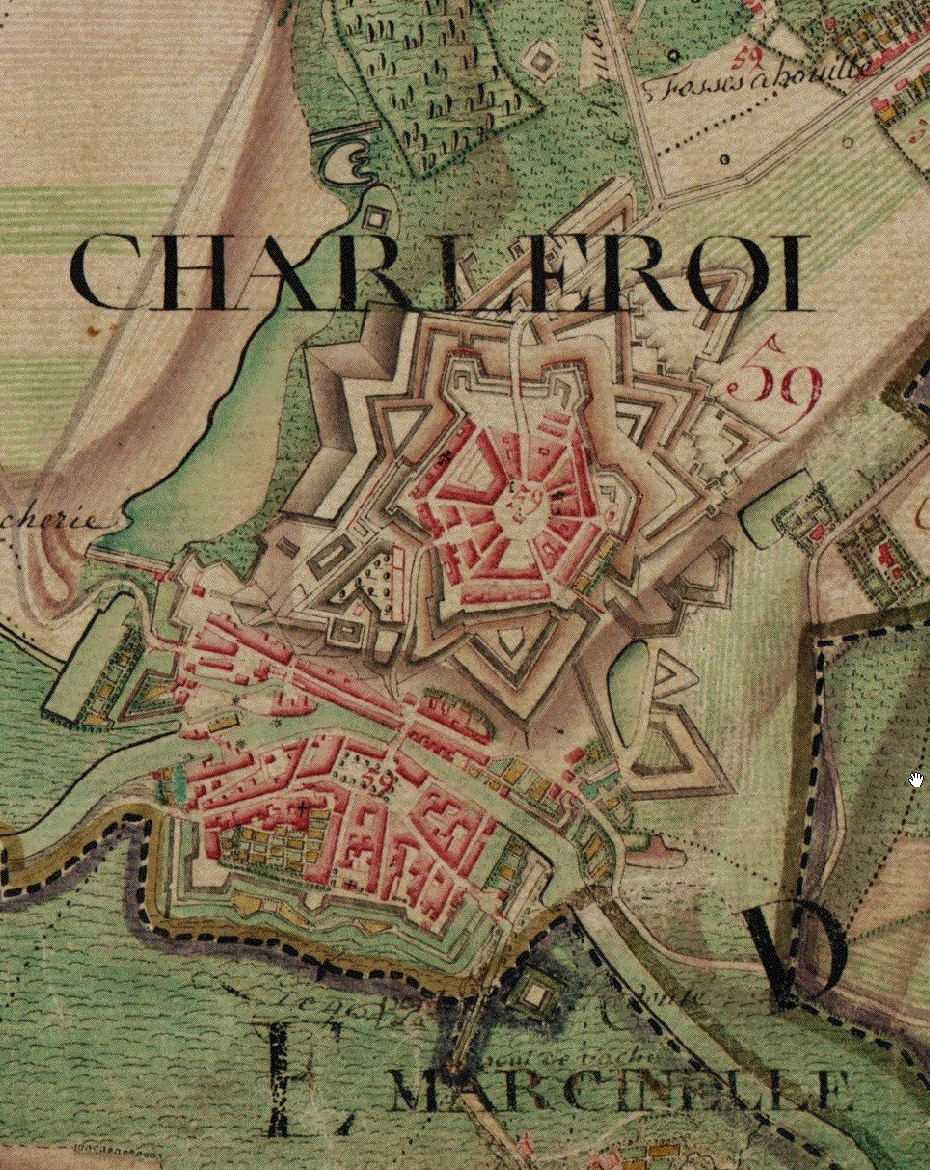
Charleroi mit Festungsring (in etwa 1775)

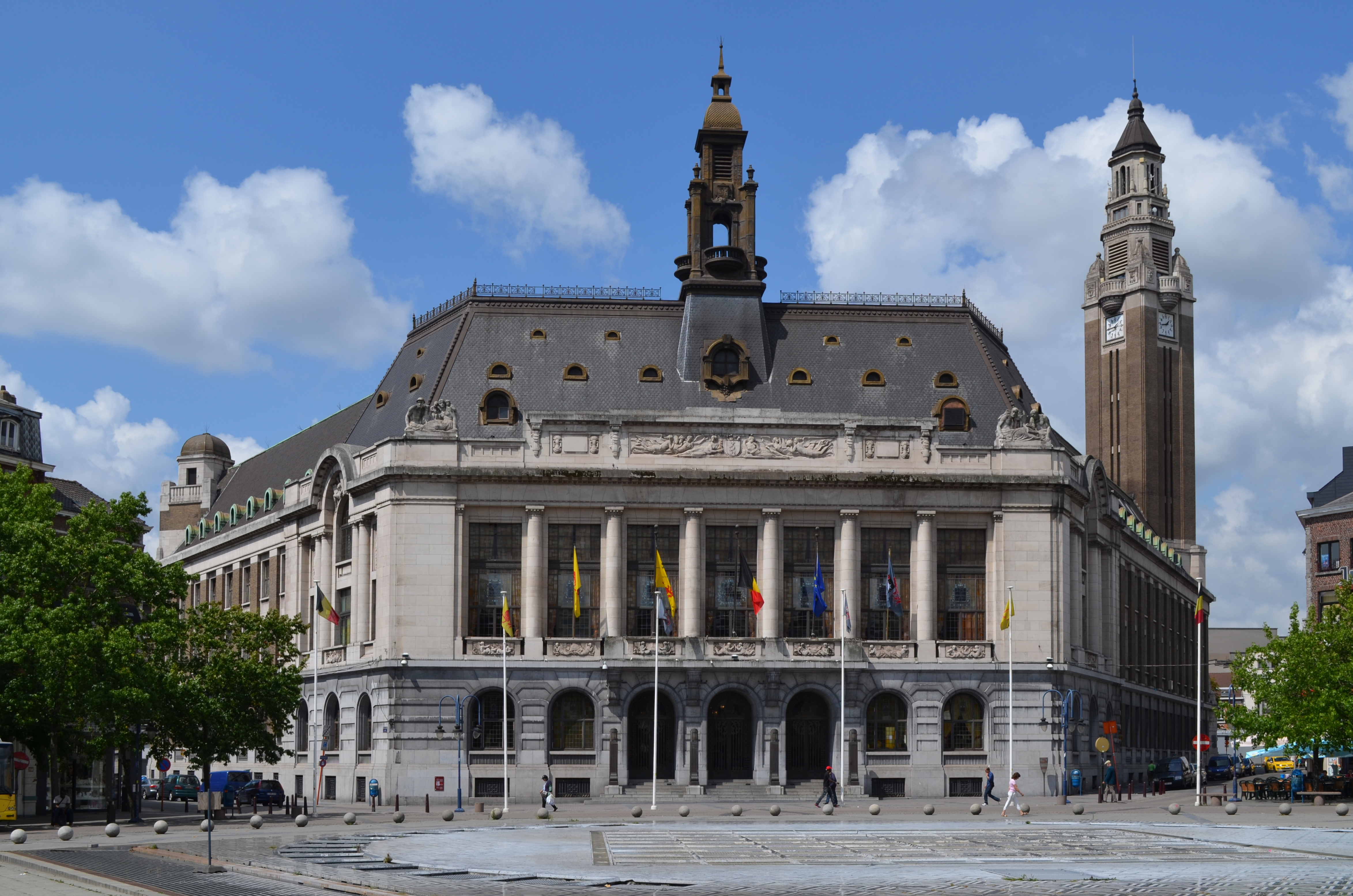
Rathaus mit Belfried an der Place Vauban (erbaut 1936)

1659 führte der Pyrenäenfriede zu einem neuen Grenzverlauf zwischen den Spanischen Niederlanden und Frankreich. Mehrere spanische Festungen fielen durch den Friedensvertrag an Frankreich, so dass nun aus spanischer Sicht zwischen Mons im Hennegau und Namur an der Maas eine unbefestigte Lücke klaffte und die Verteidigung in Richtung Brüssel unterbrochen war. Am 3. September 1666 erwarb der Gouverneur der Niederlande, Francisco de Moura, im Namen des damals erst fünfjährigen spanischen Königs Karl II. die Grundherrschaft über das Dorf Charnoy, um dort eine neue Festung zu errichten. Charnoy wurde hierbei zu Ehren des Königs in Charleroy umbenannt. Noch bevor die Festung fertiggestellt werden konnte, fiel diese 1667 im Devolutionskrieg kampflos an Frankreich (siehe Belagerung von Charleroi (1667)). Am 2. Juni 1667 besichtigte Ludwig XIV. die von den Spaniern beim Abzug zum Teil zerstörte Anlage und ordnete deren Wiederaufbau an. Unter der Leitung von Thomas de Choisy und Charles Chamois wurde die Festung – nun als französischer Grenzposten – 1668 fertiggestellt. Durch den Frieden von Nimwegen 1678 wurde die Zugehörigkeit von Charleroi zu den Spanischen Niederlanden wiederhergestellt. Die französischen Besatzungstruppen räumten die Stadt.
Von 1794 bis 1800 trug die Stadt den „Revolutionsnamen“ Libre-sur-Sambre. 1815 zog Napoleon auf dem Weg nach Norden durch Charleroi und manövrierte dadurch zeitweise die Alliierten aus, ehe er in der Schlacht bei Waterloo geschlagen wurde. Nach Kriegsende 1815 kam Charleroi zum Königreich der Vereinigten Niederlande und 1830 nach der belgischen Revolution zum neugegründeten Königreich Belgien.
1867 bis 1875 wurde der alte Festungsring abgetragen, um mehr Platz für den Ausbau der Stadt zu schaffen. Als die Flachglasindustriellen in Pittsburgh (USA) 1883 ankündigten, alle Facharbeiter abwerben zu wollen, gingen die Glasmacher, von der Universal Federation of Window Glass Workers alarmiert, in den Streik und setzten durch, selbst über die Anzahl und Qualifikation der Auswanderer bestimmen zu können.
Vom 22. bis zum 24. August 1914 fand bei Charleroi die Schlacht an der Sambre statt. Sie war eine der Grenzschlachten des Ersten Weltkriegs.
Die französische 5. Armee unter Charles Lanrezac erlitt gegen die deutsche 2. und 3. Armee unter Karl von Bülow und Max von Hausen eine Niederlage und musste sich zurückziehen.
Am 4. November 1918 fand eine weitere Schlacht an der Sambre statt.
1977 wurden die angrenzenden Gemeinden in die Stadt Charleroi eingemeindet, was deren nominelle Bevölkerungszahl beinahe verzehnfachte.

## Politik

### Stadtrat
- PTB: 9
- PS: 26
- Ecolo: 0
- MR: 10
- LE: 6

- PTB: 19
- PS: 135
- Ecolo: 16
- DéFI: 2
- MR: 47
- LE: 26
- PP: 1
- FN: 9

bis 2100

## Wirtschaft

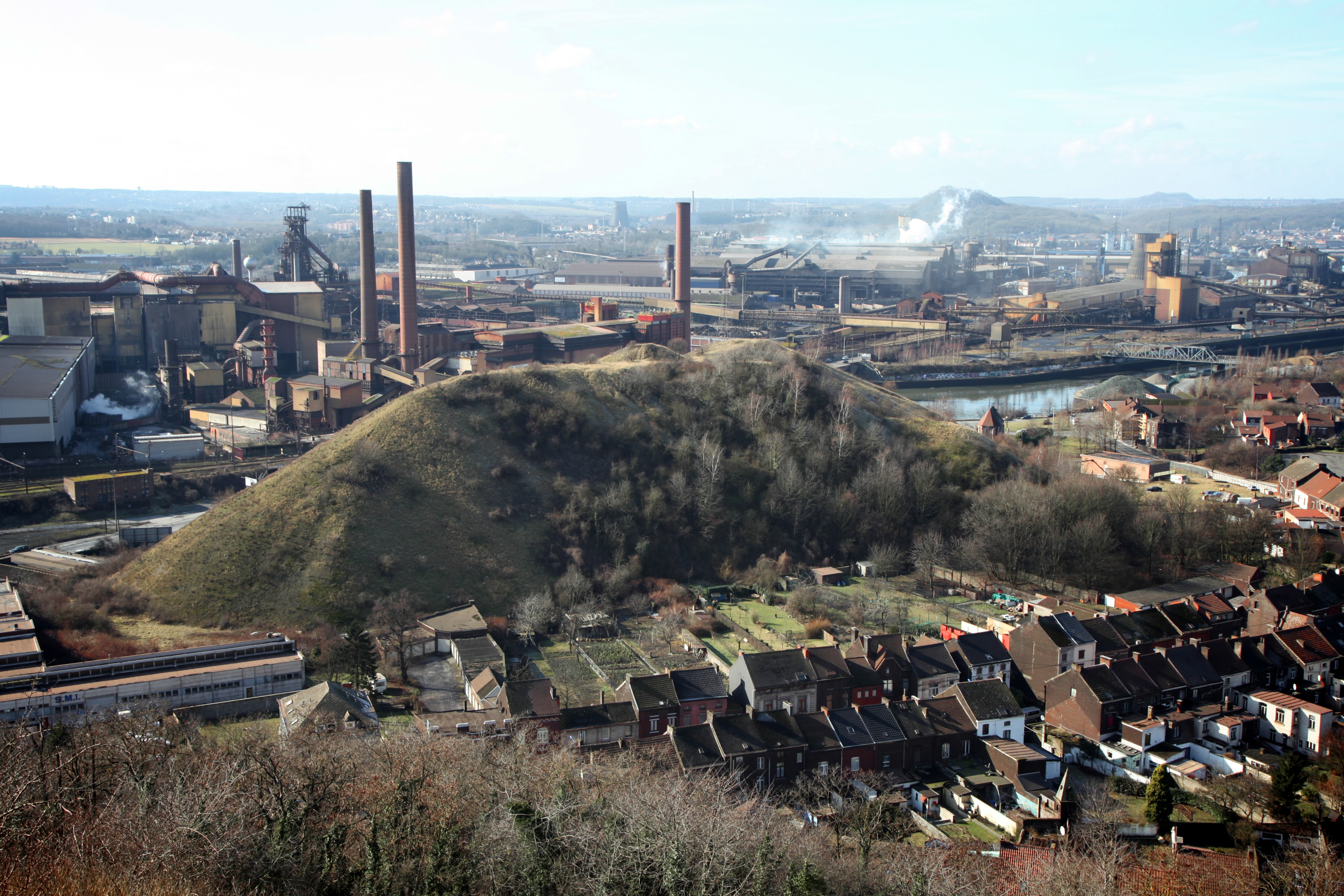
Industrie in Charleroi

Bereits für das Mittelalter lässt sich der Abbau oberflächennaher Kohlevorkommen in der Region um Charleroi nachweisen. Im Zuge der Industriellen Revolution des 19. Jahrhunderts wurde die Stadt zu einem Zentrum der wallonischen Kohle- und Stahlindustrie und einem frühen Zentrum der Arbeiterbewegung. Im 19. Jahrhundert entwickelte sich Charleroi zudem zu einem wichtigen Standort für die Produktion von Flachglas, das anfangs vor allem nach Holland und in die holländischen Kolonien exportiert wurde. 1863 eröffnete Ernest Solvay zusammen mit seinem Bruder Alfred Solvay hier die erste Fabrik, die Soda, einen wichtigen Grundstoff unter anderem für die Glasindustrie, nach dem von ihm entwickelten Solvay-Verfahren herstellte.
Bergbau und Schwerindustrie zogen auch zahlreiche ausländische Arbeitskräfte an, vor allem aus Italien. Am 8. August 1956 kamen beim schwersten Grubenunglück der belgischen Geschichte im Bergwerk Bois du Cazier im Stadtteil Marcinelle 262 in der Mehrzahl italienische Bergleute ums Leben.
Dem in den späten 1960er Jahren einsetzenden Niedergang der wallonischen Stahlindustrie konnte sich auch Charleroi nicht entziehen, und es setzte ein Strukturwandel ein, der zu einer bis heute anhaltend hohen Arbeitslosigkeit führte. Im März 2012 kündigte Duferco an, den letzten verbliebenen Hochofen in Charleroi zu schließen. In den vergangenen Jahrzehnten hat sich die Wirtschaft von Charleroi jedoch zunehmend diversifiziert, wozu auch die Ansiedlung von Einrichtungen der Université libre de Bruxelles und die Eröffnung eines Technologieparks in Gosselies beigetragen haben.

## Verkehr

### Eisenbahn
Charleroi ist mit Verbindungen nach Brüssel (–Antwerpen), Lüttich, Lille und Paris sowie Regionalstrecken nach Couvin und Ottignies-Louvain-la-Neuve einer der wichtigsten Eisenbahnknoten Belgiens. Am Hauptbahnhof Charleroi-Central fahren täglich rund 355 Züge, darunter jene der vier Linien der S-Bahn Charleroi.
Der Rangierbahnhof Monceau-sur-Sambre wurde 2013 stillgelegt.

### Schifffahrt
Der Hafen von Charleroi ist über den Kanal Charleroi-Brüssel mit dem flämischen Wasserstraßennetz verbunden.

### Flugverkehr
Bei Charleroi befindet sich der Flughafen Brüssel-Charleroi, der ein beliebtes Ziel von Billigfliegern ist. Hauptfluggesellschaft ist Ryanair.

### ÖPNV
Den öffentlichen Nahverkehr erbringen die Stadtbahn Charleroi sowie Busse. Betreiberin ist die Gesellschaft TEC Charleroi.

## Sehenswürdigkeiten

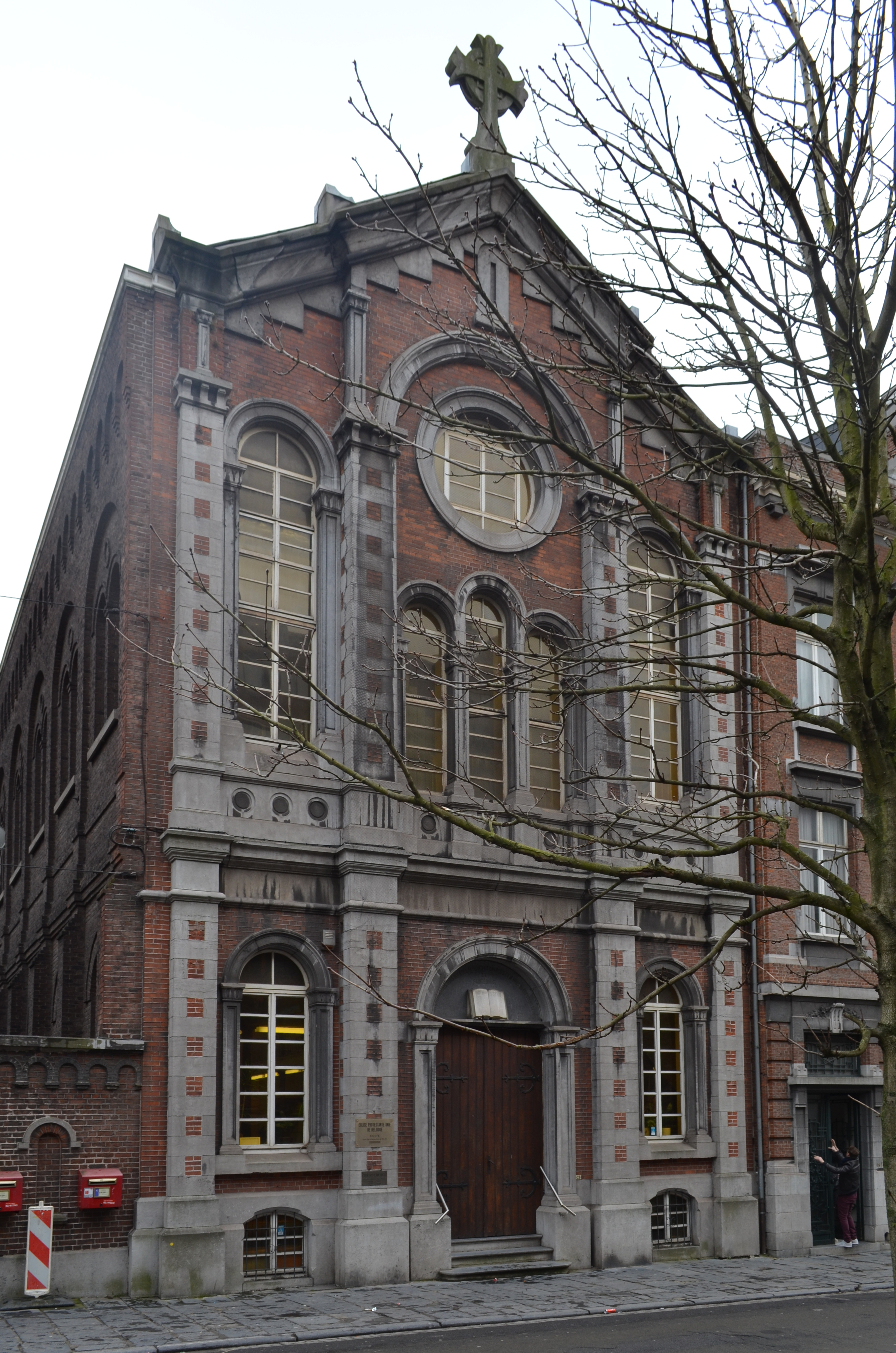
Die Protestantischen Kirche am Boulevard Audent

- Kohlebergwerk Bois du Cazier, das 2012 zusammen mit drei weiteren wallonischen Bergwerken zum UNESCO-Welterbe erklärt wurde.
- Belfried von Charleroi, Teil des UNESCO-Welterbes „Belfriede in Belgien und Frankreich“.
- Musée de la Photographie in Mont-sur-Marchienne, das als eines der bedeutendsten Fotografie-Museen Europas gilt.
- Das im 17. Jahrhundert auf Festungsruinen aus dem 14. Jahrhundert errichtete Schloss von Monceau-sur-Sambre, inmitten eines englischen Gartens.
- Glasmuseum, das Glasherstellung und Kunsthandwerk von der Antike bis zur Gegenwart zeigt.
- Musée des Beaux Arts Charleroi
- Protestantische Kirche (Charleroi Ville-Haute): Die Kirche hält seit 1933 englischsprachige (anglikanische) Gottesdienste ab.[8] Gottesdienste in englischer Sprache werden bis heute am zweiten und vierten Sonntag des Monats fortgesetzt.[9]

## Sport
Sporting Charleroi gehört seit 1985, mit Ausnahme der Saison 2011/12, der höchsten belgischen Fußballliga an. Die Heimspielstätte des Vereins, das Stade du Pays de Charleroi, war auch einer der Austragungsorte bei der Fußball-Europameisterschaft 2000. Mit ROC Charleroi, das heute ROC Charleroi-Marchienne heißt, war ein weiterer Fußballverein aus Charleroi in der obersten Spielklasse des Landes vertreten. Spirou BC Charleroi, dessen Heimspielstätte RTL Spiroudome zwischen 2004 und 2007 Austragungsort des Final Four im ULEB Cup sowie 2006 des Finals im Fed Cup war, gehört zu den erfolgreichsten Basketballvereinen Belgiens. Der Basketballclub ist nach der Comicfigur Spirou benannt. Außerdem ist in der Stadt der international erfolgreiche Tischtennisverein Royal Villette Charleroi beheimatet. Von 1967 bis 1969 wurde das Sechstagerennen von Charleroi veranstaltet.

## Partnerstädte
Charleroi pflegt Städtepartnerschaften mit folgenden Gemeinden:
- Hirson, Frankreich
- Saint-Junien, Frankreich
- Sélestat, Frankreich
- Schramberg, Deutschland
- Waldkirch, Deutschland
- Manoppello, Italien
- Casarano, Italien
- Follonica, Italien
- Himeji, Japan
- Donezk, Ukraine
- Pittsburgh, Vereinigte Staaten
- Uşak, Türkei

## Söhne und Töchter der Stadt
- François-Joseph Navez (1787–1869), neoklassischer Maler
- Eudore Pirmez (1830–1890), Innenminister
- Fernand Le Borne (1862–1929), Komponist
- Jules Destrée (1863–1936), Schriftsteller, Jurist und Politiker
- Léonard Misonne (1870–1943), Fotograf
- Edgard Zunz (1874–1939), Pharmakologe
- Louis Delune (1876–1940), Komponist, Dirigent und Pianist
- Joseph Maréchal (1878–1944), Jesuit und Philosoph des Neuthomismus
- Henri Bertrand, Radrennfahrer
- Henry George (1891–1976), Radrennfahrer und Olympiasieger
- Georges Lemaître (1894–1966), Priester und Physiker; gilt als Begründer der Urknalltheorie
- Victor Bourgeois (1897–1962), Architekt und Stadtplaner
- Marcel Thiry (1897–1977), Dichter, Schriftsteller und Politiker
- Pierre Bourgeois (1898–1976), Dichter
- Fernand Quinet (1898–1971), Cellist, Dirigent und Komponist
- Henri Glineur (1899–1978), Kommunist und Politiker, Häftling im KZ Buchenwald und Senator
- Oscar Behogne (1900–1970), Politiker (PSC)
- Charles Meunier (1903–1971), Radrennfahrer
- Léon Rosenfeld (1904–1974), theoretischer Physiker
- Achille Chavée (1906–1969), Dichter
- Eloi Meulenberg (1912–1989), Radrennfahrer
- Adrien Nocent (1913–1996), Benediktinermönch, Theologe und Liturgiker
- Jean Payen (1916–1945), römisch-katholischer Geistlicher, NS-Opfer
- Jacques Moreau (1918–1961), Althistoriker und Hochschullehrer
- Arthur Grumiaux (1921–1986), Violinist
- Jacques Brichant (1930–2011), Tennis- und Basketballspieler
- Solange Berry (1932–2018), Sängerin
- Pierre Michaël (1932–2001), belgisch-französischer Schauspieler
- Chantal Mouffe (* 1943), Politikwissenschaftlerin
- Pierre Neuville (* 1943), Pokerspieler und Unternehmer
- Jean-Claude Van Cauwenberghe (* 1944), Politiker (PS)
- Paul Gilbert (* 1945), Philosoph
- Franz (1948–2003), Comiczeichner
- Philippe Lafontaine (* 1955), Sänger und Komponist
- Claude Rolin (* 1957), Politiker
- Alexandre Czerniatynski (* 1960), Fußballspieler
- Michel Hatzigeorgiou (1961), Jazz- und Fusionmusiker
- Joëlle Milquet (* 1961), Politikerin (cdh)
- Mischaël Modrikamen (* 1966), Rechtsanwalt und Politiker (Parti Populaire)
- Isabelle Kabatu (* um 1970), belgische Opernsängerin (Sopran), geboren in Montignies-sur-Sambre
- Régis Genaux (1973–2008), Fußballspieler
- Marisabel Lomba (* 1974), Judoka
- Melanie De Biasio (* 1978), Soul-Jazz-Sängerin, Komponistin und Querflötistin
- Lionel Beuvens (* 1981), Jazzmusiker
- Grégory Dufer (* 1981), Fußballspieler
- Silvio Proto (* 1983), Fußballspieler
- Thomas Dermine (* 1986), Politiker
- Ismael Debjani (* 1990), Leichtathlet
- Théo Bongonda (* 1995), Fußballspieler
- Florent Mabille (* 1996), Sprinter
- Paolino Bertaccini (* 1997), Fußballspieler
- Adriano Bertaccini (* 2000), Fußballspieler
- Thomas Carmoy (* 2000), Leichtathlet
- Kossivi Amédédjisso (* 2001), togoischer Fußballspieler
- Antoine Colassin (* 2001), Fußballspieler
- Noam Mayoka-Tika (* 2003), Fußballspieler
- Sarah Chaâri (* 2005), Taekwondoin

## Sonstiges
- Charleroi ist ein Zentrum der belgischen Comic-Kultur. Der Sitz des traditionsreichen Dupuis-Verlags im Stadtteil Marcinelle ist namensgebend für die École Marcinelle.
- Ein Basketballclub ist nach der belgischen Comicfigur Spirou benannt.
- Der Sexualstraftäter und Mörder Marc Dutroux besaß in Marcinelle ein Haus, in dem er zahlreiche seiner Verbrechen beging.
- Seit 2012 wurden von dem Künstler Gunter Demnig in Kooperation mit der Association pour la Mémoire de la Shoah (Vereinigung zur Erinnerung an die Shoah, AMS) mehrere Stolpersteine in Charleroi verlegt, die an das Schicksal der Menschen erinnern, die von den Nationalsozialisten ermordet, deportiert, vertrieben oder in den Suizid getrieben wurden.
- Im Stadtteil Marchienne-au-Pont befindet sich seit 2010 das Rockerill, ein Techno- und Rock-Club mit jährlich über 25.000 Besuchern.

## Galerie

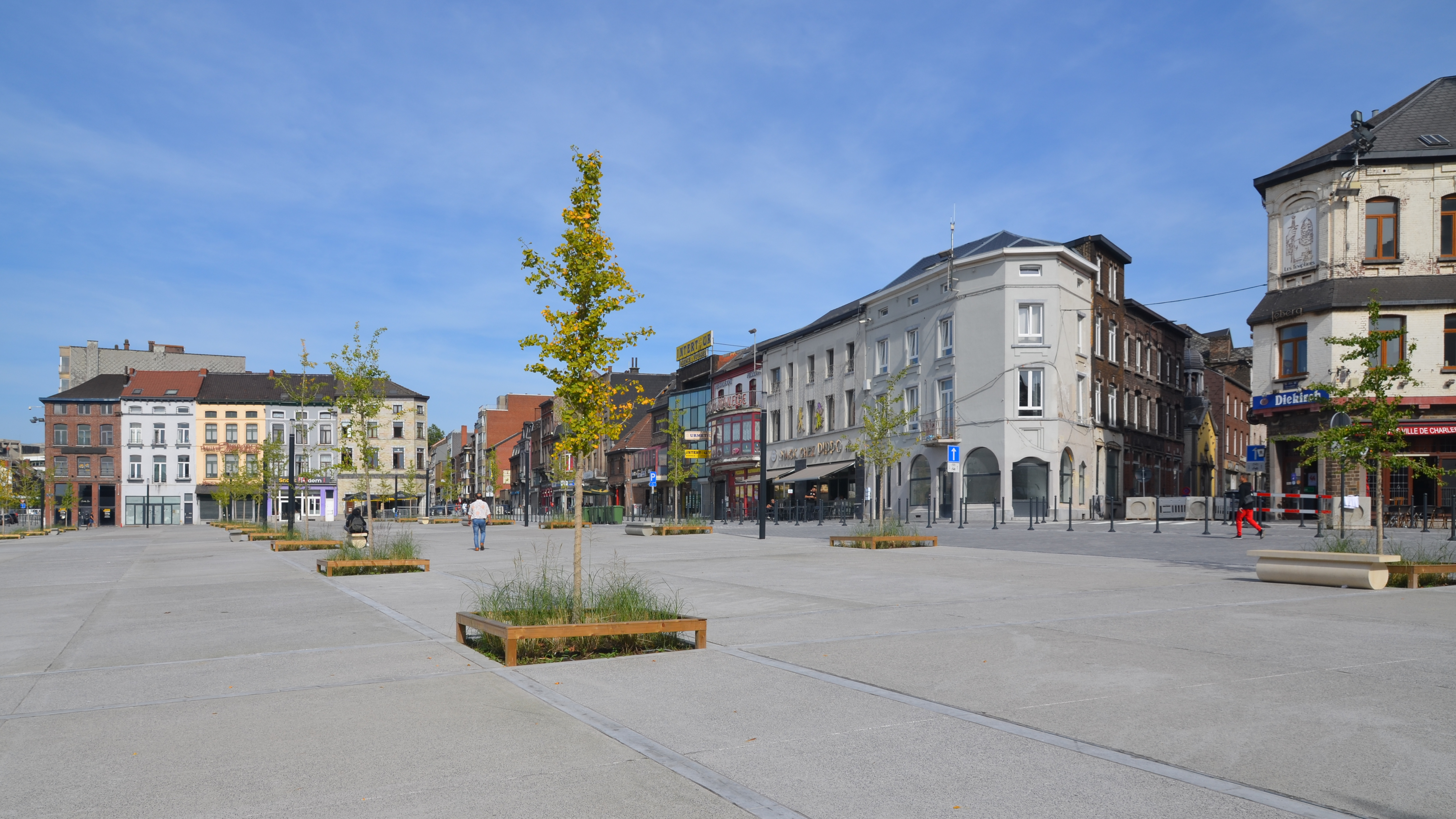
Häuser an der Place du Manège
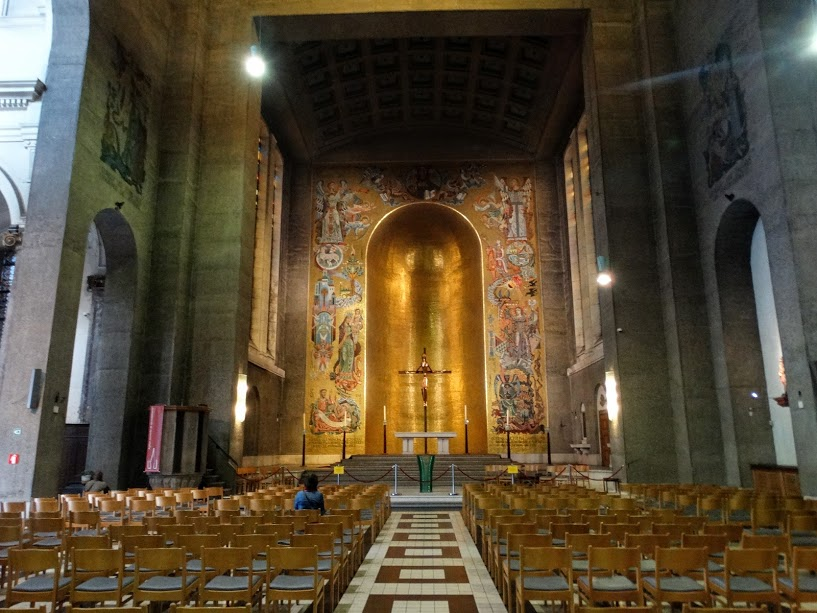
Innenraum der Kirche Saint-Christophe
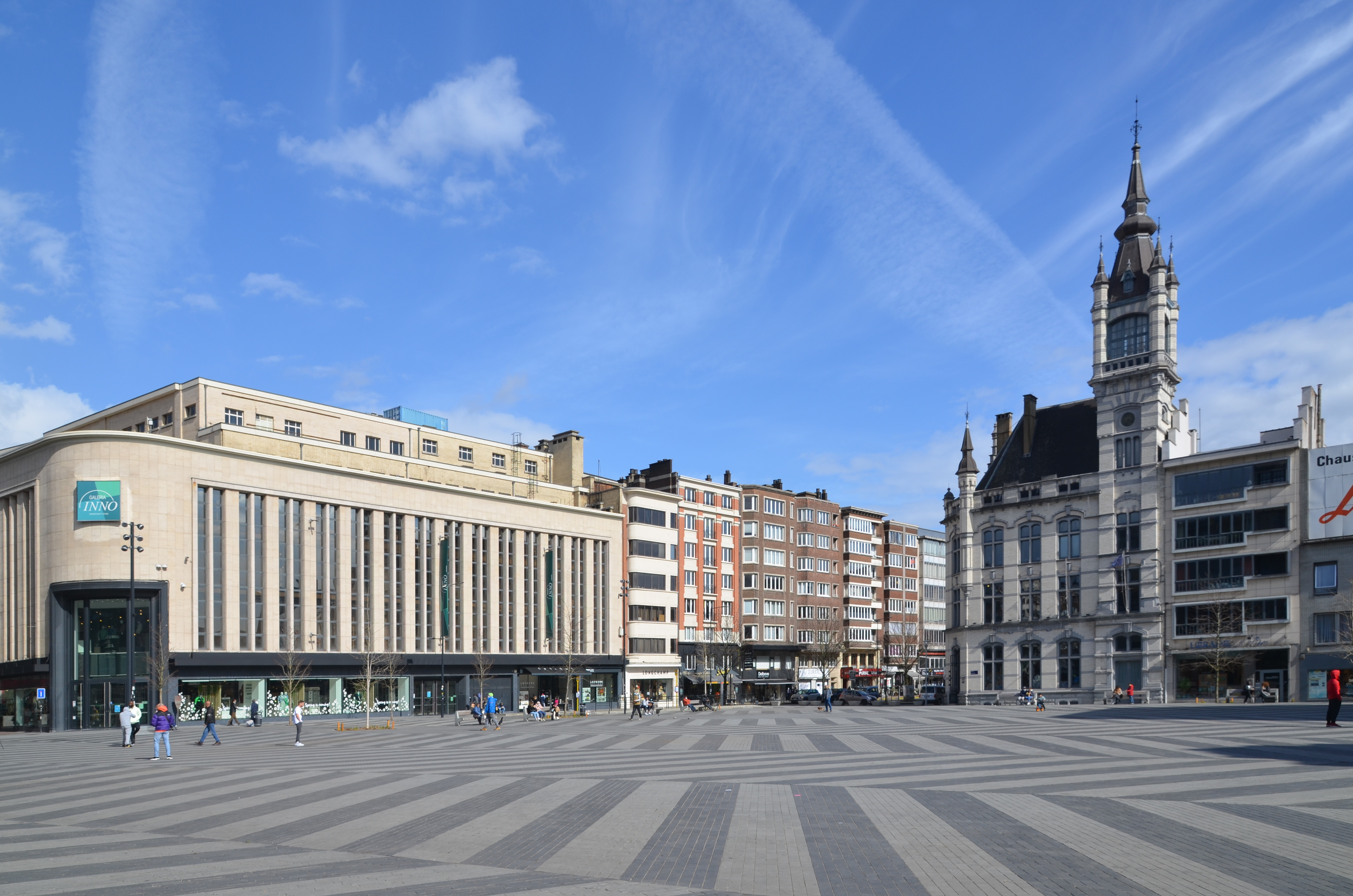
Place Verte
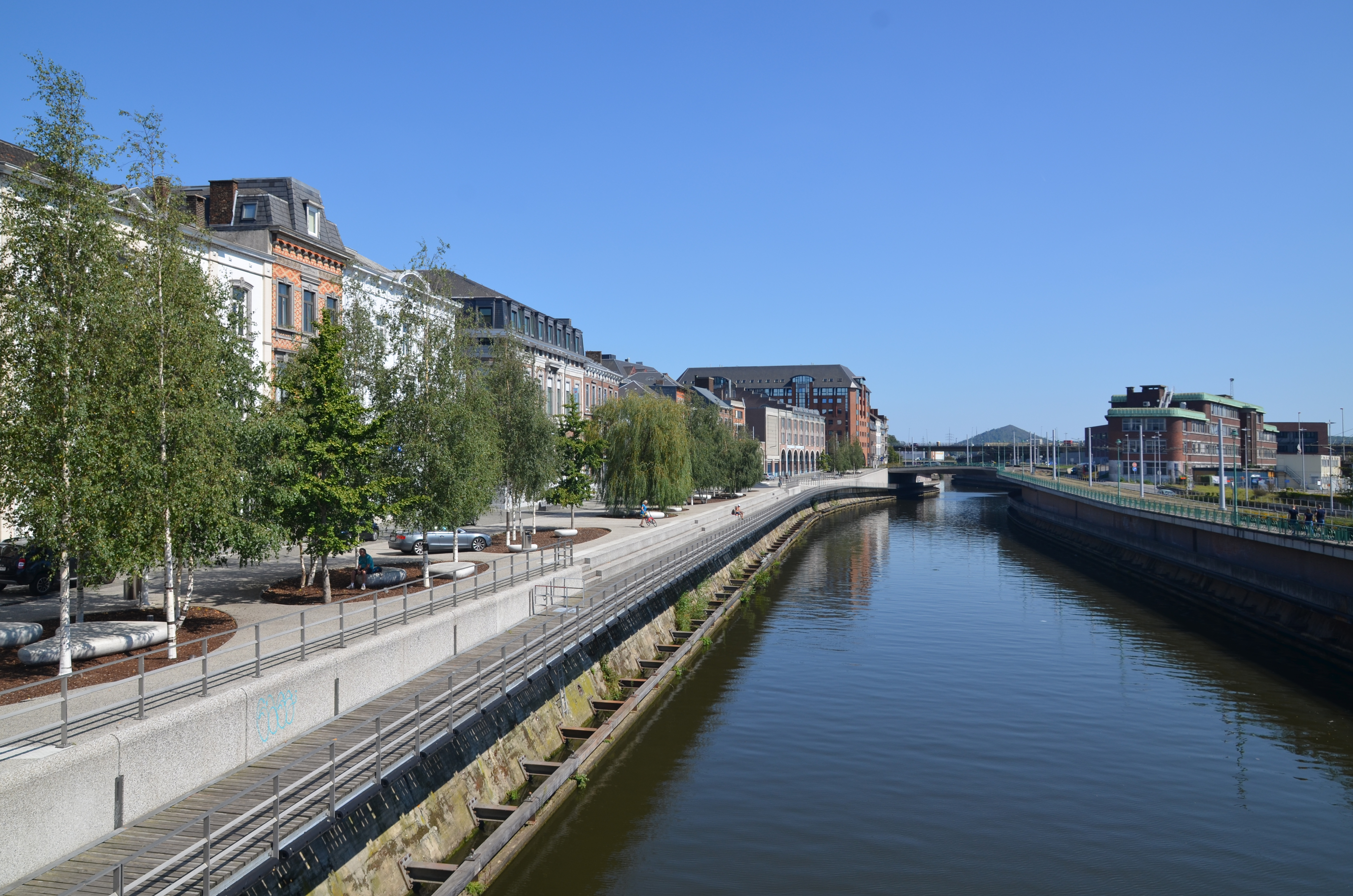
Quai Arthur Rimbaud
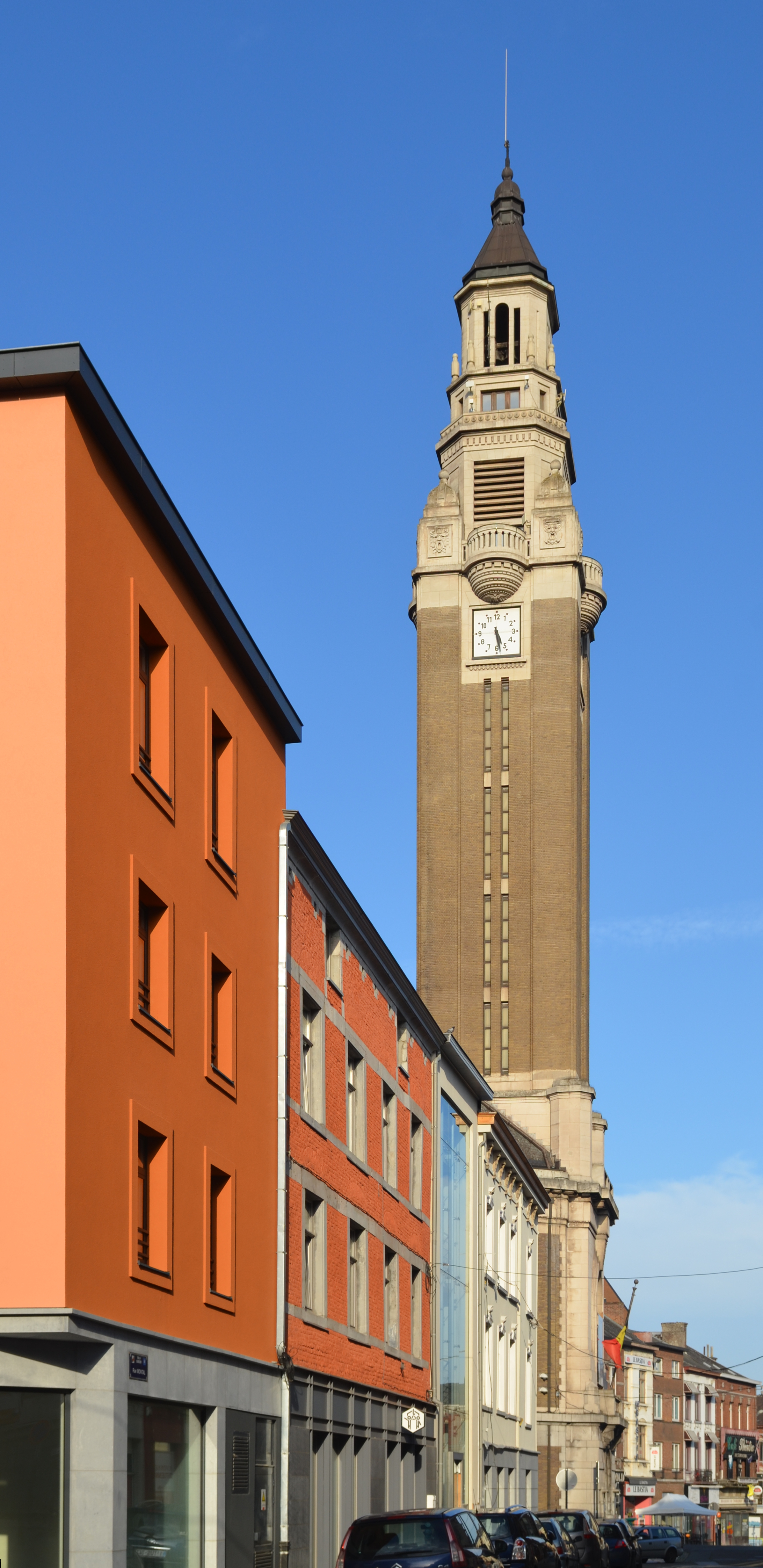
Belfried
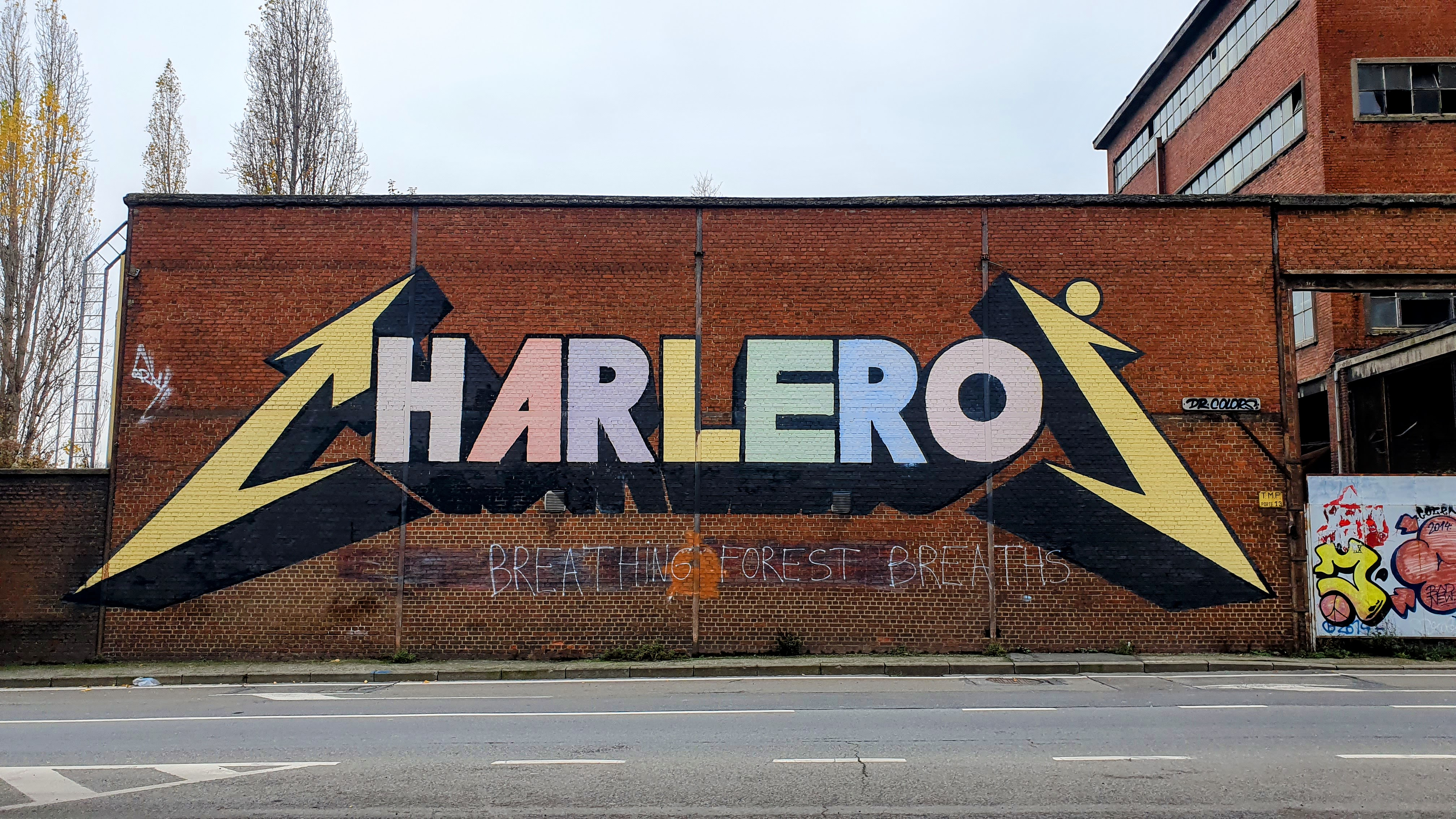
Graffito an der Rue de la Providence